# 真平王
真平王（しんぺいおう、生年不詳 - 632年）は、新羅の第26代の王（在位:579年 - 632年）であり、姓は金、諱は伯浄。第24代真興王の太子金銅輪の子であり、母は立宗葛文王金仇珍の娘で真興王の妹の万呼夫人（万内夫人とも記される）。王妃は葛文王金福勝（炤知麻立干の子の金山宗の子）の娘の摩耶夫人。先代の真智王が579年7月死去したことを受けて即位した。

## 治世
真興王以来の領域の拡大に合わせるように、国内統治の精度を高めるために中央官制を整えることに努めた。後代にまで続く主要な官府として、位和府（後の吏部。人事）、船府署（航海）、調府（貢賦）、乗府（王の行幸）、礼部（儀礼教育）、領客府（外交）などが真平王の時代に初めて設置されたものである。また、宮廷内庶務を司る三宮（大宮、梁宮、沙梁宮）を設けてそれぞれに私臣を配置し、後には独りで三宮を統括させるように改めた。三宮を統括する私臣を内省私臣と称したことが、のちの内省（宮廷庶務）の始まりとされる。
官制を整える間にも智明・円光・曇育らの僧を陳や隋に派遣して仏法を修めさせるとともに、また度々の朝貢を行なって隋に接近した。これにより、隋からは594年に＜上開府・楽浪郡公・新羅王＞に冊封されている。
半島内では防戦状態が続いたが、602年8月の百済との阿莫城（全羅北道南原市）での会戦では百済を大敗させ、603年8月に高句麗が北漢山城（ソウル特別市）に侵入した際には、親征して高句麗を撃退した。しかし608年2月・8月には高句麗の侵入により牛鳴山城（江原道安辺郡瑞谷面）を陥落させられてもいる。この前後で隋から帰国した僧の円光に命じ、隋に高句麗討伐を求める上表文を書かせ、611年に提出したことが伝えられている。『隋書』にはこの上表のことは記されてはいないが、上表の直後の612年には未曾有の大軍による隋の高句麗遠征が引き起こされることとなった。
隋の高句麗遠征が止んだ後は、百済とは椵岑城（忠清北道槐山郡）・母山城（忠清北道鎮川郡）付近で激しく戦って幾つもの城を失い、また城主を戦死させられるなど敗戦が続いた。唐へ働きかけてこうした劣勢を巻き返そうとする努力を続け、624年には唐より＜柱国・楽浪郡公・新羅王＞に冊封され、625年には高句麗の無道を訴え出た。しかしながら唐からは高句麗との和解を勧められるばかりであって、積極的な支援を得られたわけではなかった。626年には高句麗と百済とが和解してともに新羅に当たる状況となり、三国間での新羅の劣勢はいよいよ深刻なものとなった。629年には高句麗と娘臂城（忠清北道清州市）で戦い、初陣となる副将金庾信（『三国史記』金庾信列伝によると、金庾信は中国黄帝の子の少昊の子孫である）の活躍で同城を陥落させる勝利を得て、この後637年までは三国間に大きな戦いはなく過ごされることとなった。しかし国内では631年5月、伊飡の柒宿と阿飡の石品とが反逆を起こしており、新羅国内の情勢は穏当とはいえない状況にあった。
こうした不穏当な状況下、632年1月に死去した。真平王と諡され、漢祇（比定地未詳）に埋葬された。唐の太宗からは＜左光禄大夫＞を追贈され、香典として布2百反を賜った。

## 融天師彗星歌
『三国遺事』によると、真平王の時代に彗星が現れアンタレスに近づいたが、融天師が歌を作って歌うと彗星は消え、日本（倭とは記されていない）の兵は国に帰っていったという。同書では阿達羅王の時代の延烏郎・細烏女の伝説に次いで古い「日本」の記述である。

## 家族
- 父：銅輪太子
- 母：萬呼太后
- 叔父：真智王 第25代国王。父の弟。
- 王妃：摩耶夫人 金氏
  - 長女/次女：徳曼公主 第27代国王。
  - 次女/長女：天明公主(従兄弟(真智王の子)である金龍春の夫人。)
    - 孫：武烈王 第29代国王。(天明公主の息子)

  - 三女：善花公主(第30代百済王 武王の王妃。) 三国遺事に記載されている。実在ではない可能性もあり。
    - 孫：義慈王(第31代百済王。善花公主の息子。)

  - 四女：天花公主(金龍春の夫人。息子をもうけたが夭逝。後に離縁し、白龍公に嫁いだ。) 花郎世記に記載されている。実在ではない可能性もあり。
- 王妃：僧満夫人 孫氏
  - 息子(夭逝)
- 後宮：宝明宮主(立宗葛文王仇珍と只召太后の娘。第24代国王真興王、萬呼太后の姉妹。叔母に当たる。)
  - 娘：良明公主（美室の子・宝宗の正室）
    - 孫：宝良宮主 薛氏（側室でもある。）
    - 孫：宝羅宮主 薛氏(武烈王の最初の妻。)
    - 孫：長明公（父は第17代風月主 廉長。）
    - 孫：良図公（第22代風月主。父は第11代風月主 夏宗の息子、毛宗。）
- 後宮：美室(美室宮主とも)
  - 娘：宝華公主 
    - 孫：善品（第21代風月主。第30代国王文武王の王妃、慈儀王后の父。）
- 後宮：宝良宮主 薛氏(美室の子・宝宗と良明公主の娘。外孫娘でもある。姉妹に武烈王の妃・宝羅宮主。僧満王妃の嫉妬により、宮中を追われた。)
  - 息子：宝路殿君(金庾信の娘酌光と結婚。)
- 後宮：太陽公主(真興王と思道王后朴氏の娘。叔母に当たる。)
  - 息子：太元
  - 息子：好元
- 後宮：蘭若公主(真興王と美室の娘。叔母に当たる。)
  - 娘：雨若公主
    - 孫：呉起（第28代風月主。父は第20代風月主 礼元。）
- 後宮：昔明公主(真智王と宝明宮主の娘。従姉妹に当たる。)
- 後宮：龍明公主(真興王と智道皇后の娘。叔母に当たる。)
- 後宮：花明娘主(第4代風月主 二花郎と叔明公主(萬呼太后の姉妹)の娘。)
- 後宮：玉明娘主(第4代風月主 二花郎と叔明公主(萬呼太后の姉妹)の娘。)

## 登場作品
テレビドラマ
- 善徳女王 - 演：チョ・ミンギ
- 薯童謠 - 演：チェ・ドンジュン
- 大王の夢 - 演：キム・ハギュン